# Ausztrália földrajza

Helyzete a földgömbön (az ausztrál antarktiszi területre vonatkozó igény satírozva)

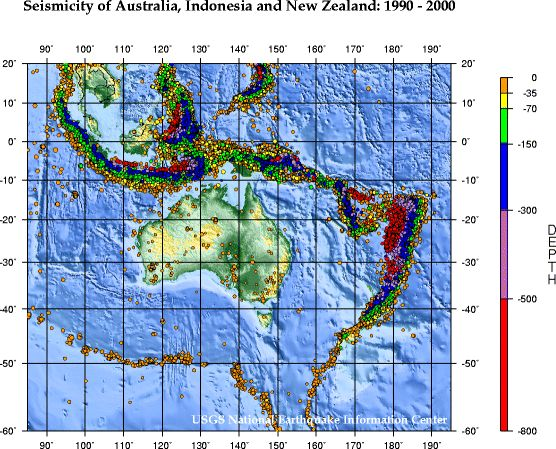
Szeizmikus aktivitás Ausztráliában és környékén 1990 és 2000 között

Ausztrália földrajza alatt a legkisebb kontinens és a hatodik legnagyobb területű állam földrajzát egyaránt értjük. A déli szélesség 9. foka és 44. foka, valamint a keleti hosszúság 112. foka és 147. foka között terül el.
Felülete túlnyomórészt lapos, sivatagos vidékekből áll, amelyek helyi neve outback, a világ legrégebbi és legkevésbé termékeny talajával. Az átlagos évi csapadékmennyiség kevesebb, mint 500 milliméter.
Földrajza méretéből adódóan mégis tekinthető változatosnak is, mivel területén a sivatagok és félsivatagok mellett találhatók a trópusi esőerdők (északon) és hatalmas hegyláncok (keleten) is.  A népsűrűség mindössze 2,8 fő/négyzetkilométer. A népesség nagy része a mérsékelt éghajlatú délkeleti partvidéken él.

## Elhelyezkedése, területe
A szigetkontinens az Indiai-óceán és a Csendes-óceán déli része között helyezkedik el, teljes egészében a dél féltekén. A déli szélesség 60. fokától délre eső tengereket a vízügyi világszervezet néhány éve hozott döntése alapján szokás Déli-óceánnak is hívni, de Ausztrália legdélibb pontja is (Tasmaniában) csak a déli szélesség 44. fokáig nyúlik délre.
A földrészen elhelyezkedő állam, az Ausztrál Államszövetség területe 7 686 850 km2, beleértve a kis Lord Howe és a Macquarie szigeteket is. Összehasonlításul Magyarország területének mintegy 82-szerese, Európáénak pedig háromnegyed része.
Az ausztrál szárazföld meglehetősen tagolatlan partvonala 35 821 km hosszú. A partot 758 folyótorkolat tarkítja, főleg a trópusi és a szubtrópusi területeken. Egy 2019-es tanulmány szerint a szárazföld partjain az árapály által érintett terület nagysága 8866 km2, ami az országok sorában a harmadik legnagyobb a világon. Ausztrália rendelkezik továbbá a harmadik legnagyobb tengeri kizárólagos gazdasági övezettel, (általában a partvonaltól számított 200 tengeri mérföldön belüli terület) aminek összkiterjedése 8 148 250 km2. Ennek révén az Ausztrália joghatósága alatt álló tengeri területek a legnagyobbak az államok sorában.
Ezek az adatok nem tartalmazzák az ausztrál antarktiszi területet és az ahhoz csatlakozó kizárólagos gazdasági övezetet, amire Ausztrália (részben több más országgal átfedésben) elvi igényt támaszt, de az ezzel kapcsolatos jogvitákat az 1961-es Antarktisz-egyezmény felfüggesztette.
Az Ausztrál Államszövetségnek nincsenek szárazföldi határai. Közeli, de tengeren túli szomszédja északon Indonézia és Új-Guinea, keleten Új-Zéland.

### Földrajzi szélső értékei
Ausztrál szárazföld

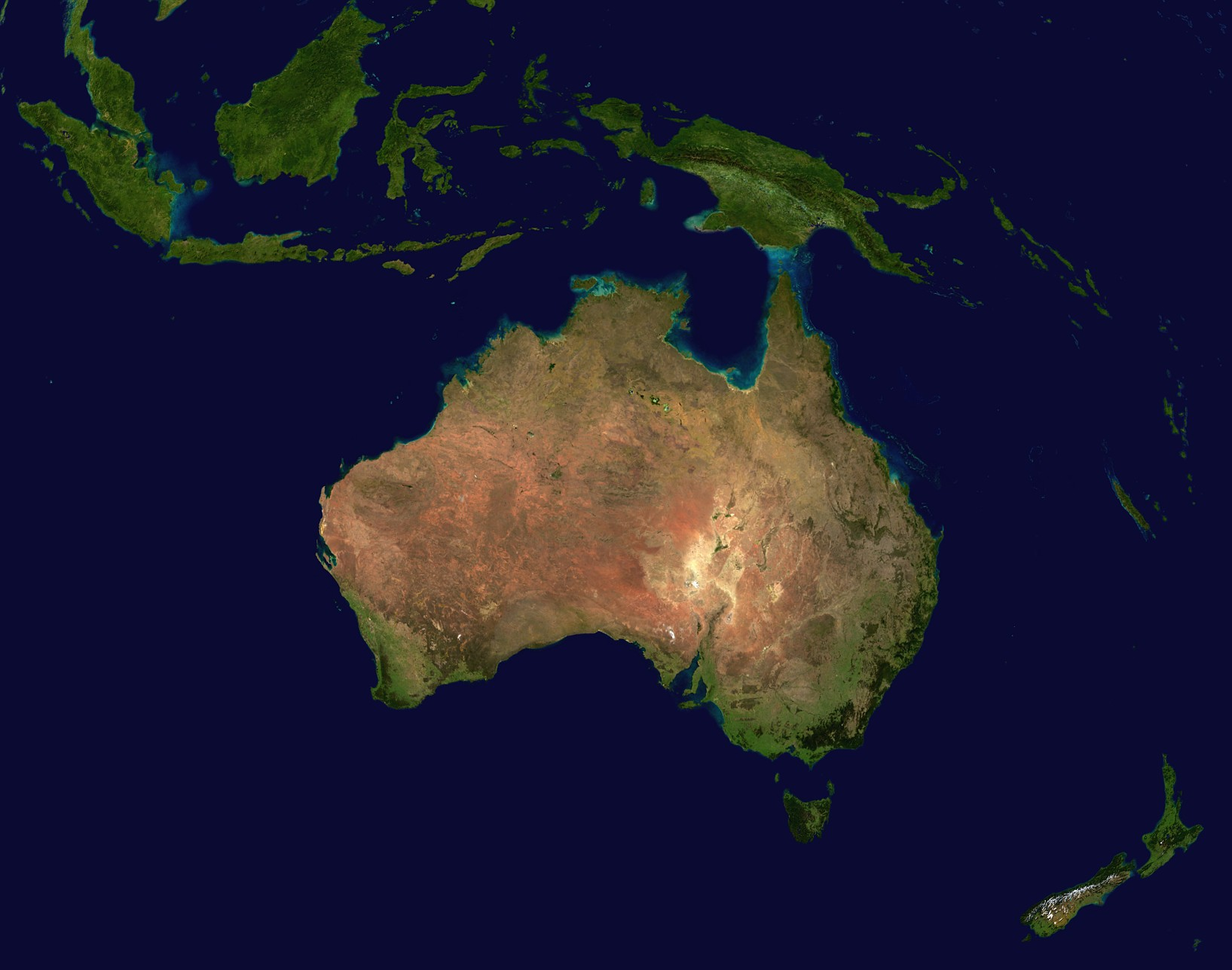
Műholdkép Ausztráliáról és közvetlen környékéről

- legészakibb pont: a York-félsziget északi csúcsa, a York-fok, Queensland (déli szélesség 10°41')
- legdélibb pont: Wilsons Promontory, Victoria (déli szélesség 39°08')
beleértve Tasmania szárazulatát is: Délkeleti-fok, Tasmania (déli szélesség 43°38'40")
- legnyugatibb pont: Steep-fok, Nyugat-Ausztrália (keleti hosszúság 113°09')
- legkeletibb pont: Byron-fok, Új-Dél-Wales (keleti hosszúság 146°22')
- legmélyebb pont: Eyre-tó: −16 m
- legmagasabb pont: Mount Kosciuszko: 2228 m

Ausztrália együtt a szigeteivel
- legészakibb pont: Bramble Cay, Torres-szorosi szigetek, Queensland
- legdélibb pont: Bishop and Clerk Islets a Macquarie-szigettől délre, Tasmania
- legnyugatibb pont: Flat-sziget, a Heard-sziget és McDonald-szigetek része
- legkeletibb pont: Norfolk-sziget
- legmagasabb pont: a Big Ben vulkán Mawson-csúcsa (Mawson Peak), Heard-sziget és McDonald-szigetek: 2745 m

## Geológia
Ausztrália geológiája magán viseli a földtörténeti időskála gyakorlatilag összes szakaszának nyomait, az archaikumból származó ősföldi pajzsokat, a proterozoikum hegységképződésének maradványait, a fanerozoikum üledékes medencéit, átalakult és magmás kőzeteit.

### Lemeztektonika

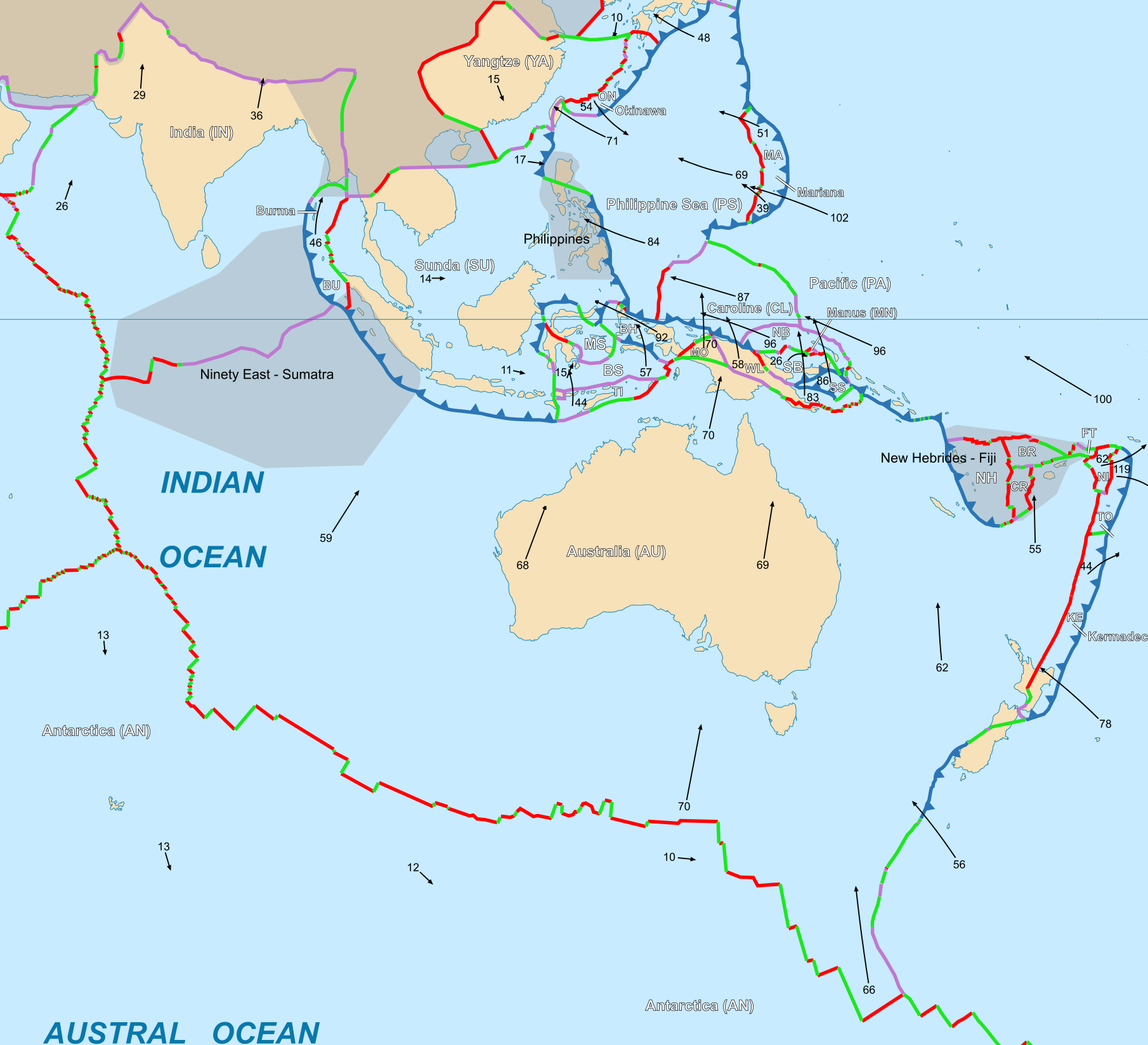
Az Ausztrál–Indiai-lemez és mozgásirányai

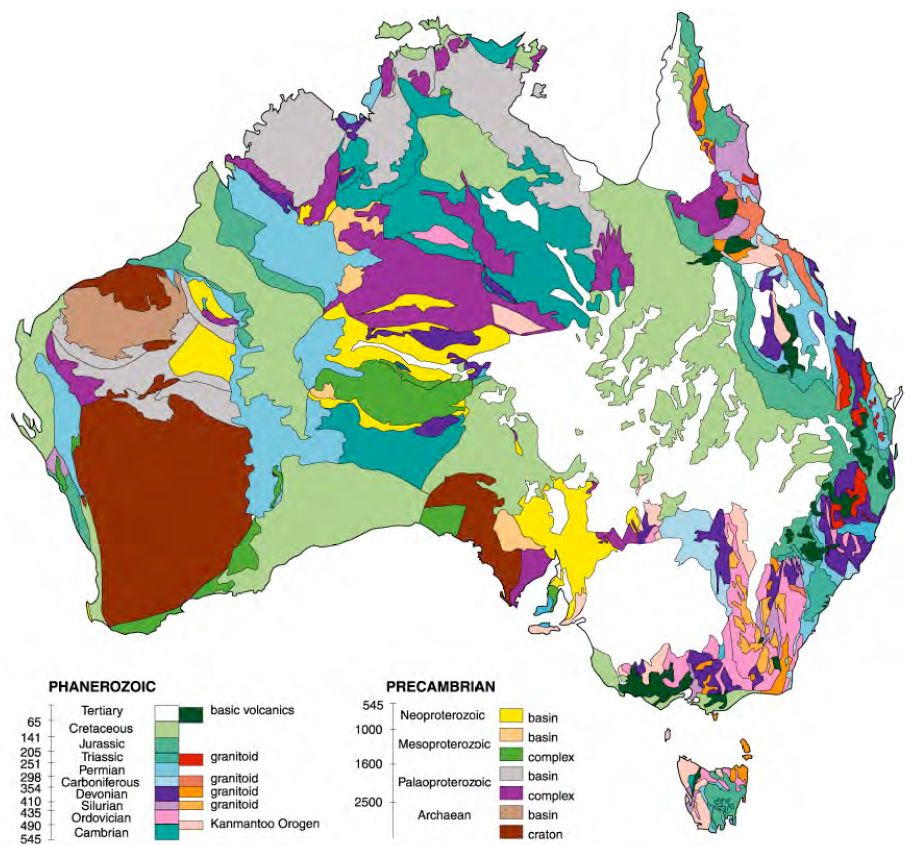
Ausztrália geológiai térképe

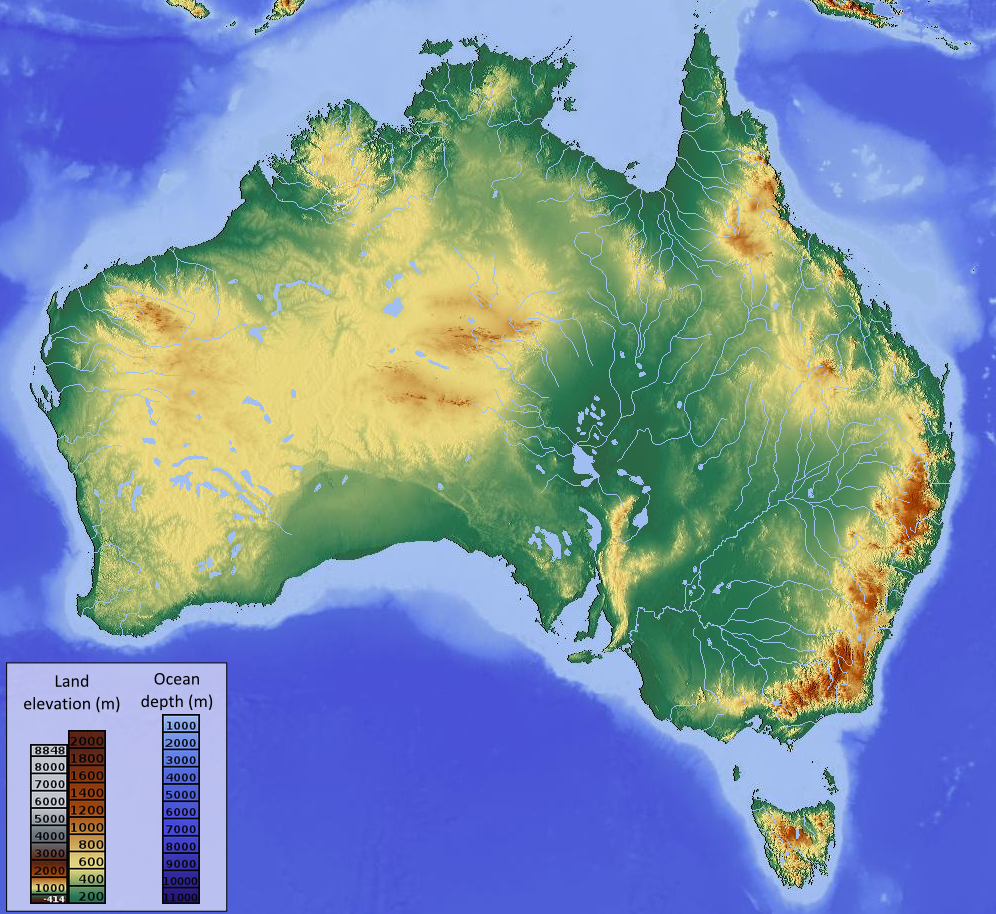
Ausztrália hegy- és vízrajzi térképe

Ausztrália az Ausztrál–Indiai-lemez ausztráliai részének (amit önállóan Ausztrál-lemeznek is neveznek) közepén helyezkedik el. Az Ausztrál-lemez a földtörténet során kialakult, majd felbomlott minden szuperkontinens, így a Gondwana és a Pangea része is volt. Ausztrália külön kontinensként Gondwana felbomlása után, a perm időszakban kezdett megjelenni, amikor elszakadt a mai Afrikától és Indiától az Antarktisszal együtt. Az Antarktisz csak a jura korszakban vált el teljesen Ausztráliától. Napjainkban az Ausztrál-lemez évente körülbelül 5 centiméterrel észak, Eurázsia felé halad. Északi szegélye már ütközött a Szunda-szigeteket és Pápua Új-Guineát hordozó lemezdarabokkal. Ennek a még kezdeti stádiumban lévő ütközésnek a során az ausztrál lemez széle alábukik és ez okozza az indonéz szigetvilágban jelentkező szinorogén vulkanizmust. Az ütközés nyomán az egyébként tektonikailag rendkívül csendes ausztrál szárazföldön is fokozatosan feszültségek halmozódnak fel, amik egyelőre ritka földrengésekben is megjelennek.

### Szerkezet
Ausztrália geológiailag több nagy régióra osztható: az archaikus, ősföldi pajzsok,, a proterozoikum felgyűrődött övezete és üledékes medencéi, valamint a fanerozoikum üledékes medencéi metamorf illetve magmás kőzetekkel.
A mai ausztrál szárazföld vastag földkérgen fekszik. A litoszféra vastagsága itt eléri a 150 km-t, amelyből körülbelül 70 km a kontinentális kéreg, ami főleg archaikus, proterozoikumi és részben paleozoikumi gránitból és gneiszből épült fel. Az ausztráliai kratonok ősi kőzeteit csak egy vékony fanerozoikumi lerakódás fedi.
Az erózió, szélerózió folyamatosan koptatja ezeket a kőzeteket, és kiterjedt dűnerendszereket, sósivatagokat, laza felszíni kőzetrétegeket hoz létre. A mélyreható mállás vastag laterites és szaprolitos talajszelvények kialakulásához vezet.
Az ausztrál kontinens nagy kraton-tömbjei főleg nyugaton fekszenek. Ezek a következők:
- a Pilbara-kraton az archaikumból
- a Yilgarn-kraton(wd) az archaikum és a proterozoikum korából
- a Gawler-kraton és a Willyama-blokk, szintén az archaikum és a proterozoikum korából.

Ezeket a kratonblokkokat számos proterozoikumi hegyi öv és üledékes medence szegélyezi, nevezetesen
- a Musgrave-tömb: granulitgneisz és magmás kőzetek,
- az Arunta-blokk: az amfibolit fácies metamorf kőzeteivel és gránitokkal,
- a Gascoyne-komplexum, a Glengarry-medence és a Bangemall-medence, amelyek mindegyike a Yilgarn Craton és az Arunta blokk között helyezkedik el.

## Természetföldrajz

### Tájai
Ausztrália természeti viszonyainak térbeli változása alapján a kontinens a tájak három nagy csoportjára, ezeken belül több nagytájra osztható. A domborzati viszonyok és az azokat alapvetően meghatározó geológiai felépítés alapján a szárazföldön a nagytájak következő csoportjai találhatók:

#### Nyugat-Ausztrál-tábla
Az ausztrál szárazföldnek ez a csaknem a felét képező táblavidék messze túlnyúlik keletre Nyugat-Ausztrália állam közigazgatási területén, az Északi terület és Dél-Ausztrália nagy része – az alföldek kivételével – is nagytájaknak ehhez a csoportjához tartozik.
Ez a táblavidék Ausztrália földtanilag legegyszerűbb része. Alapját a Gondwana ősi gyűrt kristályos kőzetei képezik. Ez a prekambriumi alapzat az enyhe felboltozódásokban a felszínen van, ezért az évek tíz- és százmillióin át folyamatosan pusztult, aprózódott. A medencékben az ugyancsak idős üledékes kőzetek csaknem vízszintes táblái helyezkednek el. A masszívum ásványkincsekben igen gazdag, óriási vasérctelepek, vastag bauxitrétegek alakultak ki rajta a hosszú szárazföldi lepusztulás eredményeképpen. Az idős kristályos kőzetekben ércfeldúsulások (arany, réz, nikkel, urán) fordulnak elő, a nyugati partvidék üledékes kőzeteiben pedig a szénhidrogének (elsősorban földgáz) készletei gyűltek össze.

##### Nagytájai

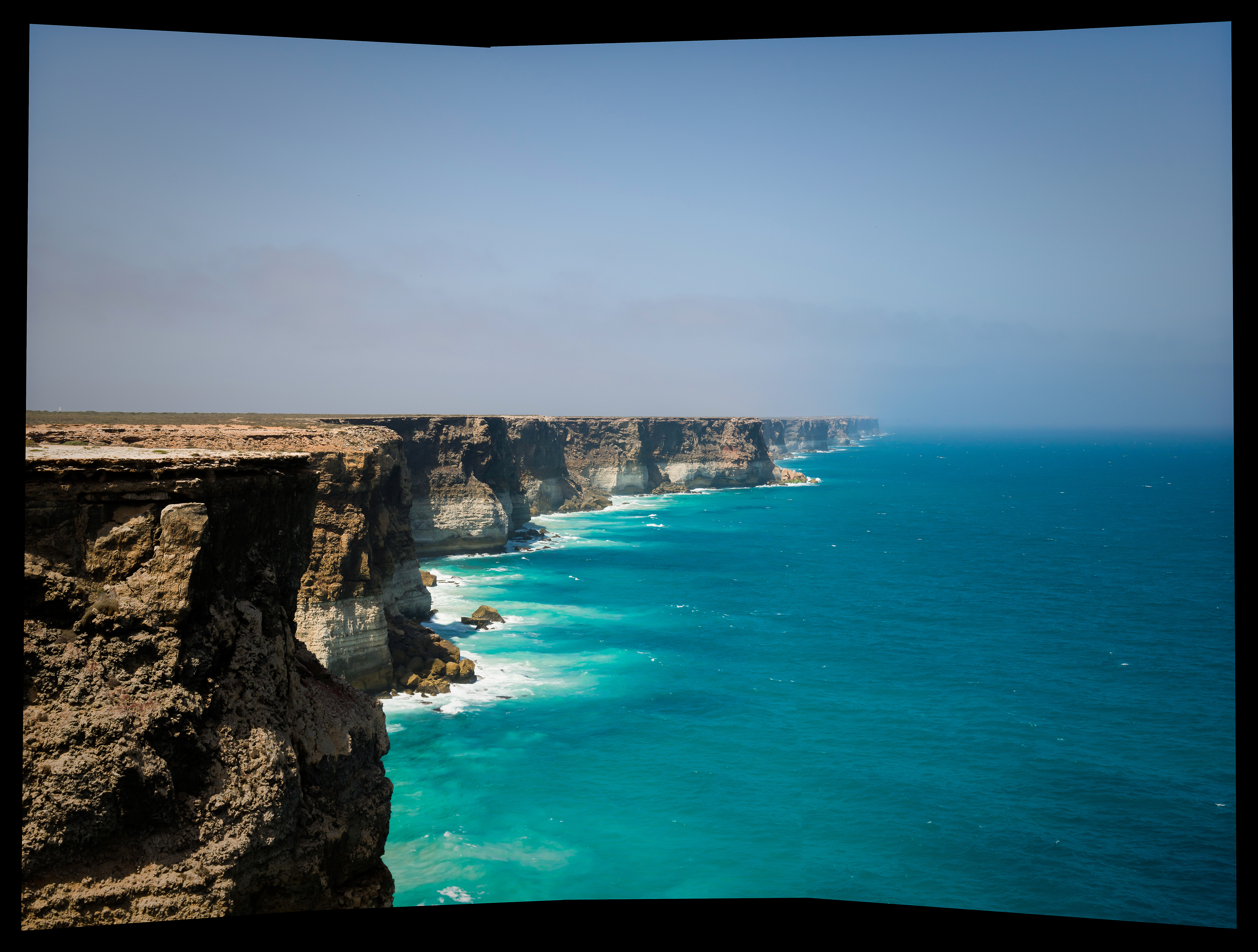
A Nullarbor-síkság karsztvidékének és az óceánnak a találkozása

A Yilgarn- és a Pilbara-fennsíkok a hasonnevű ősföldek felszíni megjelenései, a legidősebb kristályos kőzetek alkotják őket. A Yilgarn-kraton (a geológiai térképen sötétbarnával jelölve) az ausztrál szárazföld délnyugati sarkának túlnyomó részét alkotja. A kisebb, de még ősibb Pilbara-kraton tőle északra, a szárazföld északnyugati partján helyezkedik el. A szárazföldi lepusztulás ezen a tektonikailag rendkívül nyugodt területen egymilliárd éve szinte folyamatos. A felszín legnagyobb részét a 600 m-nél alacsonyabb Nagy- vagy Öreg-platónak nevezett, kissé hullámos fennsíkok alkotják, amelyek felszínén a kőzetek vastag rétegben mállottak és lateritesedtek. Az alacsonyabb szinten az ún. „Fiatal-plató” felszínei helyezkednek el. A szárazföld közepe táján közepes magasságú, illetve alacsony hegységek találhatók. A legmagasabb a Hamersley-hegylánc északnyugaton (1251 m). A platók félsivatagi-sivatagi éghajlatú területén találhatók az újabb ausztráliai bányászati központok (vas, arany, nikkel és bauxit).
A tábla tengerparti csíkját, az úgynevezett Nyugati-parti-síkságot észak-déli irányban húzódó éles törésvonal vágja el a belső platótól. Ez a fiatal tengeri üledékekből álló síkság a déli 20 km-es szélességtől észak felé 200 km-esre szélesedik. A törésvonal délen majd 500 méter magas lépcsőt képes, ami a part felől valóságos hegységnek tűnik, de ez csak a belső plató pereme. A síkság éghajlata télen csapadékosabb az ekkor uralkodó nyugatias szeleknek köszönhetően. Észak felé az éves csapadék 900-ról 350 mm-re mérséklődik, a terület sivatagos vidékbe megy át, gazdasági hasznosíthatósága csökken.
Az Észak-Ausztrál-fennsíkok a kristályos alapzat felszíni kibukkanásaiból, valamint az erre vízszintesen lerakódott prekambriumi üledékes kőzetekből épülnek fel, mint a Kimberley-fennsík (936 m) és az alacsonyabb, felszabdalt Arnhem-föld (436 m). A Barkly-táblavidék (347 m) laterites felszíne alig emelkedik környezete fölé.
A timor-tengeri selfen hatalmas földgázmezők találhatók.
A köztes medencék üledéksorait negyedidőszaki homokos, buckás felszín takarja. Legnagyobb egységei a Nagy-homoksivatag, a Nagy-Viktória-sivatag és a Gibson-sivatag, amelyeket gyér füves növényzet jellemez. A nyári hőmérsékleti maximumok heteken át meghaladhatják a 40 °C-ot, télen viszont fagyok is lehetnek.
A Közép-Ausztrál-hegységek szerkezeti alapja fiatalabb. A prekambriumi hegységképződést a devon és karbon korokban is követték orogén fázisok. A sivatagi környezetből csak 400-500 méterrel kiemelkedő hegységek – Macdonnell-hegység (1510 méter a tengerszint felett), Musgrave-hegység (1440 m), Petermann-hegység (1219 m) – éghajlata kissé csapadékosabb. A lejtőiket erdők borítják, s állandó vízfolyásaik is vannak, bár ezek a hegyek lábánál gyorsan elvesznek a száraz környezetben. Itt láthatók a híres és látványos szigethegyek – mint az Ayers Rock és a Kata Tjuta.
Délen a Nagy-Ausztráliai-öböl mentén fekvő, 300–400 m vastagon települt harmadidőszaki mészkőrétegek karszt jellegűek. Barlangjai lehatolnak a tengerszint alá, összeköttetésben állnak a tengerrel, ezért a barlangi vizek ott sósak. A felszín talaj szegényes, csak füvek élnek meg rajta, ezt jelzi a síkság neve is: Nullarbor-síkság (Fátlan-síkság).
Az Öbölvidék Dél-Ausztrália erősebben tagolt tája. Szerkezeti vázát a prekambriumi, kambriumi üledékekből álló, s a devonban felgyűrődött Lofty-hegység (690 m) és a Flinders-hegység (St. Mary Peak 1165 m) adja. E hegységeknek a pliocénban elkezdődött újabb kiemelkedése a geológiai jelenben is folytatódik, amint azt az Ausztráliában oly ritka, de itt előforduló földrengések jelzik. Az Eyre-félsziget vázát az erősen lepusztult Gawler-hegység adja. A Spencer és a St. Vincent-öblök tulajdonképpen hasadékvölgyek, melyek szárazföldi folytatásában tavak alakultak ki. Az öblök között tengerbe nyúló Yorke-félsziget tipikus sasbérc, a Kangaroo-sziget pedig geológiailag a Lofty-hegység folytatódása.
Egészében az Öbölvidék éghajlata is száraz, de a téli, mediterrán típusú csapadék lehetővé tette, hogy már korán jelentős települések alakuljanak ki. (Adelaide, évi 550 mm)

#### Ausztrál alföldek
A szárazföld középső nagytájainak középső csoportja geológiailag az ősmasszívum része, azonban az eredeti kőzetek mélyre süllyedtek, azokat vastag üledék borítja, ezért a felszín feltöltéssel keletkezett síkság. Az alapkőzet sávokban felszínre bukkanó kiemelkedései észak-déli irányban három, jól elkülönülő részre tagolják.

##### A Carpentaria-öböl síksága
A Carpentaria-öböl menti síkság viszonylag keskeny partmenti alföld. Határát eróziós dombság képezi nyugaton az Észak-Ausztrál fennsíkok, délen az ásványokban gazdag (réz, ólom, cink, urán) Selwyn-hegység felé. Keleten a Nagy-Vízválasztó-hegység határolja.
A síkság éghajlata az Egyenlítőhöz közeli fekvése miatt meleg, a monszun idején a part közelében sok csapadékkal.

##### Az Eyre-tó alföldje
Az Eyre-tó medencéje Ausztrália száraz, forró központi területén fekszik. Az egyhangú síkság enyhén lejt a központi sóstó felé, aminek felszíne átlagosan 12 méterrel van a tengerszint alatt, de ez a csapadék függvényében változik, mint ahogy a tó kiterjedése is. A ritka esők idején sekély, de akár több kilométer széles vízfolyások indulnak meg a tó felé; medrüket egyébként csak iszapos tócsák jelzik.
Az alföld jelentős része egybeesik a Nagy-Artézi-medencével, így a gyér lakosság számára lehetséges a felszín alatti vizek kiaknázása, főleg a hústermelő legeltető szarvarmarha-tenyésztés céljára.

##### Murray–Darling-alföld
A Murray és a Darling folyók alföldje magaslatokkal jól körülhatárolható, délen az óceánra nyíló síkság. Területe északon a Nagy-Artézi-medence része is egyben. Az Eyre-tó alföldjétől az idős alapzat kiemelkedései választják el, köztük a Lofty-hegységből kiágazó Barrier Range nevű, ólom- és cinkércekben gazdag dombvonulat (a kitermelés központja a 19. században alapított bányaváros, Broken Hill.
Az alföld szélsőséges vízjárású folyói a Nagy-Vízválasztó-hegységből erednek. Az alföld klímája igen alkalmas a növénytermesztésre, de ehhez öntözésre is szükség van. E célból nagy csatornarendszereket építettek ki, közülük a legnagyobb a Snowy-hegység hatalmas vízenergia- és öntöző rendszere, a Snowy Mountains Scheme. Ez a vízválasztó keleti oldalán a tengerbe futó vizek egy részét tereli át a nyugati lejtőre, a szárazabb vidékek felé.

#### Kelet-Ausztrál-hegyvidék
A Kelet-Ausztrál-hegyvidék, más néven Nagy-Vízválasztó-hegység (angolul: Great Dividing Range) a kelet-ausztráliai, a parti sík területeket választja el a szárazföld belsejétől. Az óidei röghegység több mint 3500 kilométer hosszan nyúlik el Queensland legészakibb részétől a keleti parttal párhuzamosan Új-Dél-Walesen keresztül a Victoria állam déli partjáig. Legmagasabb csúcsa a 2228 méter magas Mount Kosciuszko.
A Föld 5. leghosszabb hegységeként tartják nyilván. Átlagos szélessége 150 km, de közepén meghaladja a 400 km-t is. Területének nagy része inkább mocsarakkal, sőt tavakkal is tarkított fennsík. A kontinens belső részétől fokozatosan emelkedik, majd az úgynevezett Nagy-Lépcsőtől meredeken szakad le a tengerpartra. Ezért keletről nézve tűnik igazán hegységnek.
A hegység középső részén a keleti lejtőkre átlagosan 1000–1200 mm csapadék hullik, ami a fennsíkokon 750–1000 mm-re csökken, a belső nyugatias lejtőkre már csak 500–750, az alacsonyabb síksági részekre pedig már mindössze 250−500 mm jut. Az Egyenlítő felől érkező partmenti Kelet-ausztráliai-áramlat a déli részeken mérsékli a téli lehűlést. A hegyvonulat és a keleti, tengeri szelek által biztosított csapadék tette lehetővé a lakosság nagy részének itteni letelepedését, Ausztrália legnagyobb városainak kialakulását ezen a parton (északról délre: Brisbane, Sydney, Melbourne).

### Ausztrália vízrajza
Ausztrália vízrajzának legfőbb jellegzetessége a kevés csapadék miatti szárazság. A szárazföld nagy része lefolyástalan, ezeknek a területeknek a ritka tavai, mocsarai gyakran sósak. A földrész klímája a jelentős szélességkülönbség miatt ugyan változatos, mégis nagy területeken sivatagi vagy félsivatagi jellegű. Az egész kontinens átlagos évi csapadékmennyisége 420 mm, ebből azonban csak 50 mm marad felszíni lefolyásra, mert a párolgási és a beszivárgási veszteség 370 mm. Domborzata is kedvezőtlen ebből a szempontból, mert a parti hegyeire hulló csapadékot a rövid lefutású folyók visszavezetik a tengerbe. Folyói közül fontosságban messze kiemelkedik a Murray és a Darling folyók vízrendszere. Legnagyobb tava a sós Eyre-tó, melynek területe állandóan változik.

### Éghajlat
A kontinens éghajlatának fő sajátossága a szárazság, az átlagos évi csapadék mindössze 420 mm. A trópusi és szubtrópusi éghajlattípusok szinte mindegyike megtalálható a területén. Északon a nyári esők által öntözött szavanna, délebbre a száraz szavanna éghajlata; a kontinens közepén és nyugaton zonális sivatagi éghajlat, délen pedig szubtrópusi sztyepp éghajlat alakult ki. A keleti peremvidéken monszunhatás által befolyásolt csapadékos nyarú szubtrópusi, míg a délnyugati és déli területeken meleg nyarú mediterrán éghajlat uralkodik. A kontinens legdélibb részén és Tasmaniában enyhe telű óceáni éghajlat érvényesül.

## Társadalomföldrajz

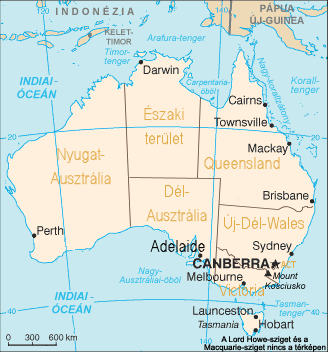
Ausztrália államai, területei és nagyobb városai

### Népessége
Az első emberek a legelfogadottabb becslések szerint mintegy 65 000 évvel ezelőtt érkeztek Ausztráliába Délkelet-Ázsia felől. 20 000 évvel ezelőtt a vadász-gyűjtögető csoportok már az egész kontinens területén szétszóródtak, s az európai gyarmatosítás kezdetén, a 18. század végén, a bennszülöttek száma 300 000 körül mozoghatott. Hosszú visszaesés után mai lélekszámuk 800 000 körül van, egy részük a kultúráját is megőrizhette a rezervációk keretei között. (Tasmania őslakóit viszont a 19. században az utolsó szálig kiirtották az európai telepesek.)
Az angolok James Cook 1769–1770. évi útja után nyilvánították gyarmatukká Ausztráliát és Új-Zélandot. Az új gyarmat benépesítése 1788-ban indult meg a mai Sydney (Botany Bay) térségében, fegyenctelep létesítésével. A kontinens földrajzi feltárása csak száz évvel később fejeződött be. Kezdetben a telepesek a növénytermesztésre alkalmas helyeket vették birtokba, majd a 19. század első évtizedeiben már a juh- és szarvasmarhatartás is teret hódított.
A 19. század derekára nagyjából benépesült a mai településtér, a lakosság száma meghaladta az 1 milliót. 1900-ban a kontinens addig külön-külön igazgatott brit gyarmatainak egyesítésével jött létre a 7,68 mó. km² területű Ausztrál Államszövetség, amely a rákövetkező évben – formailag dominiumi státussal – elnyerte függetlenségét.
A népesség növekedésének első viharos szakasza az aranyláz idejére, 1850-1900 közé esett. Fél évszázad folyamán bő háromszorosára nőtt a népesség, ami szilárd belső piacot biztosított a mezőgazdaságnak. Az aranyláz után az exportra termelő mezőgazdaság vált a gazdaság és a népesedés motorjává. Megtöbbszöröződött a művelés alá vont földterület. A hűtőtechnológia fejlődése révén a fagyasztott hús is exportra kerülhetett. A bevándorlás fokozatosan lelassult, 1870-ben a helyben születettek száma első ízben haladta meg az újonnan érkezettekét.
1900 és 1950 között 3,7 millióról 8 millió fölé emelkedett a népesség. Ezután fokozatosan mérséklődött a természetes szaporodás (0,8%), viszont újból nőtt a bevándorlás szerepe. A lakosság száma 1996-ban elérte a 18 milliót.
A népsűrűségi alapján három települési zóna különíthető el:
- A sűrűn lakott keleti-délkeleti parti sáv, valamint délnyugaton Perth környéke. Ausztrália szinte minden nagyobb városa nagyvárosa ebben a zónában helyezkedik el. A vidéki népesség 40%-a ugyancsak itt él, és intenzív mezőgazdasági tevékenységet folytat. Egészében véve az ország területének 1,6%-át alkotó parti sávon él a népesség 7%-a, az átlagos népsűrűség itt kevéssel 100 fő/km² felett van.
- A parti sávot kísérő belső zónában 0,3-10 fő/km²-re csökken a népsűrűség. Az ország területének itteni 16%-án él a népesség 18%-a. A búzatermeléshez alacsonyabb, a belterjesebb juhtenyésztéshez magasabb népsűrűség kapcsolódik. Ebben a zónában csak néhány 20 000 fő körüli lakosságú, szolgáltató funkciókat ellátó kisváros fejlődött ki.
- A néptelen belső területek az ország területének több mint 82%-át adják, a népességnek azonban csak a 3%-a él itt, akik főleg az ásványkincsek feltárásában tevékenykednek.

Ausztrália népességének etnikai összetétele hosszú időn át túlnyomórészt európai, főleg brit származású volt. A 20. század második felében erősen ösztönözték a bevándorlást Európa más országaiból is. A megélénkült bevándorlás nyomán az országban született népesség aránya 78%-ra csökkent. A faji megkülönböztetés helyett vagyoni és képzettségi korlátokkal szabályozzák az immigrációt. A bevándorlási többlet a 20. század végén  átlagosan évi 100–130 ezer fő volt. 2020-ban a külföldön születettek a lakosság 29,8%-át tették ki, közülük a legtöbben Angliából (3,8%), Indiából (2,8%), Kínából (2,5%), Új-Zélandról (2,2%), a Fülöp-szigetekről (1,2%) és Vietnámból (1,1%) érkeztek.
Az ausztrál gazdaság a 20. század utolsó harmadától erős függésbe került nyersanyagok exportlehetőségeitől. A foglalkoztatottak száma mégis folyamatosan növekedett: a 70-es évtized átlagosan 6 millió keresőjével szemben 1994-95-ben már 8 millióra nőtt. A keresők körében a korábbi 1/4-del szemben 1/3-ra nőtt a nők aránya.

### Városias társadalom
Ausztrália a legvárosiasodottabb kontinens, népességének 85%-a városokban él. A népesség és a gazdasági aktivitás a parti sávban koncentrálódik, mivel csak ez a térség nyújtott megfelelő környezetet a telepeseknek a mezőgazdaság számára. Városainak kikötőfunkciója ma is meghatározó. A népesség növekedése a 20. század végén, a 21. elején is a parti sávban jelentkezik, és a bevándorlás is ide irányul.
A legdinamikusabban a legnagyobb városok fejlődnek (Sydney, Melbourne, Brisbane, Adelaide, Perth), amelyek fővárosi szerepkört is betöltenek egy-egy szövetségi államban. Hobart és Darwin, Tasmania illetve az (Északi terület) fővárosai, valamint Canberra, az államszövetség székhelye, nem zárkózott fel a vezető városok sorába. Növekedésnek indult viszont a gyéren lakott belső térségek ritka kisvároshálózata is.

Sydney, Harbour Bridge látképe éjjel

Az öt legnagyobb város agglomerációjában él az ország népességének mintegy 60%-a, a városi lakosoknak pedig 70%-a. Kiemelkedő a jelentősége a két legnagyobb városnak, Sydneynek  és Melbourne-nek. Sydney inkább pénzügyi, Melbourne ipari igazgatási központ. A hagyományos ipari ágazatok azonban nagyjából eltűntek már mindkét városból, az új munkahelyek a szolgáltatások terén jönnek létre.
Sydney két hatalmas elővárosa, északra Newcastle és délre Wollongong a közeli szénbányászat export-kikötőjeként jött létre, majd iparosodtak, végül pedig Sydney agglomerációjának alvóvárosává váltak.
A Sydney és Melbourne rivalizációja nyomán létrejött a 20. század elején létrejött új nemzeti főváros, Canberra kizárólag közigazgatási, és művelődési funkciókat lát el.
Az ausztrál nagyvárosok sok alapszerkezete sakktáblaszerű, emlékeztet a kaliforniai városokéra. Az megújulás nyomán a városmagok – melyeket rendszerint nagy zöldövezet vesz körül – újra vonzzák a jómódú rétegeket. A városmag körül hagyományos angol stílusban épült, ipari létesítményekkel tarkított, etnikailag kevert lakónegyedek alakultak ki, a családi házas kertvárosok találhatók.
Az ország belső területeinek ritka kisvárosai szigetszerűen emelkednek egy-egy gazdasági erőforrásra támaszkodva. Broken Hill, Mount Isa, Kalgoorlie, Port Hedland közigazgatási központ is lett. Darwinés Alice Springs esetében az idegenforgalom is jelentős.

### Ausztrália közigazgatása
Ausztrália közigazgatása háromszintű: a központi kormányzat alatt helyezkednek el a szövetségi államok és területek. Az alkotmány értelmében a hat szövetségi állam – Új-Dél-Wales (NSW), Queensland (QLD), Dél-Ausztrália (SA), Tasmania (TAS), Victoria (VIC) és Nyugat-Ausztrália (WA) – korlátlan törvényhozási jogosítványokkal rendelkezik. A három szárazföldi szövetségi terület, az Ausztráliai fővárosi terület (ACT), Északi terület (NT), és a Jervis Bay terület (JBT) törvényhozása által hozott döntéseket a központi kormány felülvizsgálhatja. A szövetségi államok és területek az önkormányzati rendszerük kialakításánál jelentős önállóságot élveznek.
E szint alatt a helyi önkormányzatok, azaz alapfokú közigazgatási egységek „(községek)” helyezkednek el, amelyekhez számos település tartozik. A községi önkormányzatok jellegének meghatározására főleg a shire – falu, illetve a city – város kifejezéseket használják. Egyes államokban a helyi önkormányzatokat régiókba csoportosítják, de ezek nem jelentenek közigazgatási szintet.

### Gazdaságföldrajz

Ausztrália energiaforrásai és exportkikötői. Jelmagyarázat: rózsaszín – szénhidrogén-mezők; szürke – feketeszén; kék – lignit; fekete pont – szénexport-kikötő; fekete dömper – szénkitermelés; U – urániumlelőhely; zöld csillag – urániumkitermelés

Ausztrália gazdaságának térszerkezete rendkívül egyoldalú. Az ország területének 35%-a a technika mai állása szerint alkalmatlan bármiféle gazdálkodásra. További 44% csak szélsőségesen külterjes állattenyésztésre alkalmas. Csupán az ország területének 21%-án fejlődhetett ki intenzívebb mezőgazdaság, zártabb települések, de a gyakori aszályok itt is erősen veszélyeztetik a mezőgazdasági tevékenységet. Ez utóbbi zónán belül helyezkedik el a területnek az a 2%-a, amelyen a népesség 80%-a, a társadalmi termék előállításának pedig 90%-a összpontosul.
Az ország gazdasága rendkívül nyitott, döntő mértékben függ a külkereskedelemtől. Korábban a mezőgazdasági termékek domináltak a kivitelben, később ehhez felzárkózott a bányászat. Ezzel külkereskedelmének szerkezete a fejlődő, volt gyarmati országokéhoz hasonlít, mivel exportjában a nyersanyagok és félkész termékek, importjában pedig a késztermékek dominálnak.

#### Mezőgazdaság
A kivitelben a mezőgazdaság (főleg búza és gyapjú), illetve a bányászat (vasérc, szén, urán, arany, cseppfolyós földgáz), külön-külön 35-40%-kal részesedik, bár a GDP-ben arányuk csak 3% illetve 5%. Fő külkereskedelmi partnerei a 20. század elején Nagy-Britannia, az Amerikai Egyesült Államok, Japán voltak. Már a 20. század végére a britek aránya 5% alá zuhant, az Egyesült Államok és Japán mellé pedig felzárkóztak az újonnan iparosodott ázsiai országok, valamint az Európai Unió, majd Kína is. A 21. század első évtizedeiben legnagyobb exportpiacainak sorrendje már Japán, Kína, az Egyesült Államok, Dél-Korea és Új-Zéland.
A mezőgazdaság aránya az ausztrál gazdaságban látványosan visszaszorult, 1995-ben mindössze 3%-kal járult hozzá a GDP-hez, és a keresőknek is csupán 4%-át foglalkoztatta. Ennek ellenére teljesítménye tekintélyes, a 20. század során a harmincszorosára növekedett. Számos terméke a 21. században is meghatározó szerepet játszik a világpiacon, mivel a teljes termelés 70%-a exportra kerül. A világ gyapjútermelésének 1/4-e Ausztráliából származik, és továbbra is jelentős a szerepe a búza-, cukor- és hústermelésben is. Hosszabb fejlődés eredményeképpen, a déli, délnyugati mediterrán éghajlatú területeken kialakított szőlőkultúra nyomán Ausztrália ma már a világ negyedik legnagyobb borexportőre.
Az ausztrál mezőgazdaság fő vonásai a 21. század elején továbbra is a külterjesség, a magas fokú specializáció, a hatalmas üzemméret, a családi tulajdon vagy az állami földek hosszú távú bérlete, a jelentős tőkeráfordítás, a domináló állattenyésztés, az egy munkaerőre jutó nagy terület és az exportorientáció. Hatalmas területek mutatnak az országban teljesen hasonló mezőgazdasági képet.
A mezőgazdaságilag hasznosított területek 90%-án külterjes állattartás folyik. A hatalmas legelők mintegy 1/3-án juhtenyésztéssel foglalkoznak. Az egyes gazdaságok mérete a csapadékjárástól, a legelők eltartó képességétől függően 10 000 hektár (Új-Dél-Wales) és 170 000 hektár (Nyugat-Ausztrália) között váltakozik. A juhtenyésztő térségek a belső sivatagos terület déli szegélyére összpontosulnak. A nyugati sivatagoktói északra és keletre a szarvasmarhatartó zóna található, egészen a Carpentaria-öböl és a Korall-tenger partjáig nyomul. A külterjes állattartás évről évre változóan kockázatos, gyakori a pusztító aszály.

#### Bányászat
Ausztrália az egyetlen fejlett ipari ország, amelynek gazdaságában meghatározó szerepe van a bányászatnak. A második világháború után a világpiaci kereslet fokozódása, a bányászati infrastruktúra kiépülése felgyorsította a nyersanyagkészletek hasznosítását. Ma Ausztrália a világ vezető nyersanyagtermelői közé tartozik a bauxit, az ólomérc és a gyémánt (főleg ipari gyémánt) kitermelésében, harmadik a vasérc- és aranybányászatban, de kiemelkedő helyen áll az urán, a réz, a nikkel, ón, az ezüst és a feketeszén felhozatalában is.
A hatalmas feketeszén-lelőhelyek a keleti tengerpart közelében helyezkedik el, a szénrétegek kitermelése kedvező geológiai fekvésük miatt jó gépesíthető és olcsó. A termelés kétharmada a közeli kikötőkből közvetlenül exportra kerül. A szénhidrogén-készletek nemzetközi összehasonlításban kevésbé jelentősek. A vasérckészletek Nyugat- és Dél-Ausztráliában gazdagok, a bauxit északon a Carpentaria-öböl mentén valamint Perth környékén fordul elő óriási mennyiségben, a kombinált (ólom, réz, cink) színesfémércek fő lelőhelyei Broken Hill és Cobar Új-Dél-Walesben, Mount Isa Queenslandben, Canberra környéke, Északnyugat-Tasmania és Nyugat-Ausztrália. Kalgoorlie körzete az arany- és a nikkelbányászatáról híres. 

#### Ipar
A feldolgozóipar fejlődése az első világháború után indult meg a sűrűn lakott délkeleti vidékeken. Az 1921-ben bevezetett védővámok ellenére az ipari termelés értéke csak 1939-ben haladta meg a mezőgazdaságét. A következő nagy iparosodási hullám a 20. század ötvenes-hatvanas éveiben zajlott le. Külföldi tőke felhasználásával gyorsan fejlődött a kőolaj-finomítás, az alumíniumkohászat, a vegyipar, a gépgyártás. Az 1970-es években aztán egy időre megtorpant az ipar fejlődése.
Ausztrália egy főre jutó energiatermelése és -fogyasztása magasabb, mint a legtöbb nyugat-európai ipari országé. Az ipar területi eloszlása még a népességelhelyezkedésénél is koncentráltabb, a munkaerő-kínálat, a fogyasztópiac és a kikötők miatt. Az ipar 70%-a Új-Dél-Wales és Victoria területén működik. Sydney és Melbourne mellett Newcastle és Wollongong, valamint Geelong ipara jelentős.
A többi tagállam székhelyei, így Brisbane és elővárosa, Gold Coast, valamint Adelaide, Perth és Hobart körül is vannak jelentős ipari körzetek.

### Közlekedés

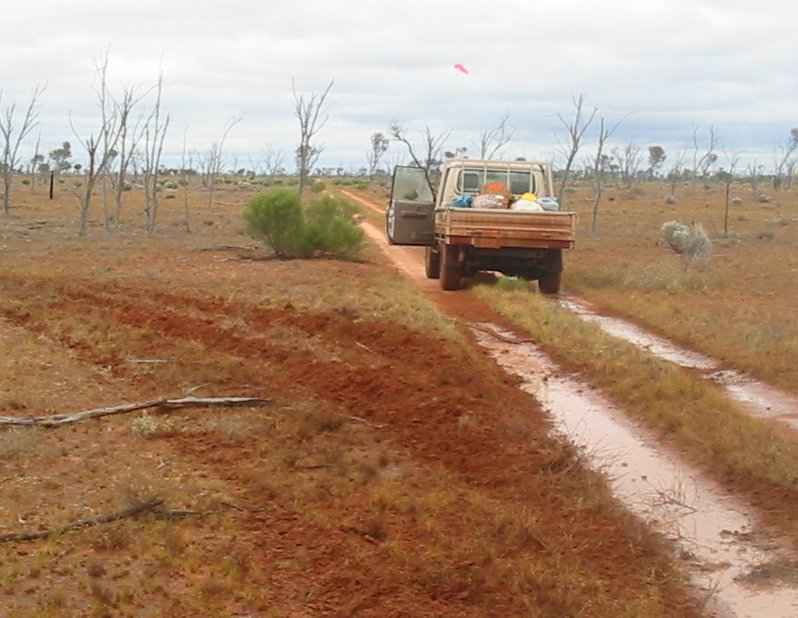
A Connie Sue Highway nevű főútvonal a Nollarbor Plain síkságon

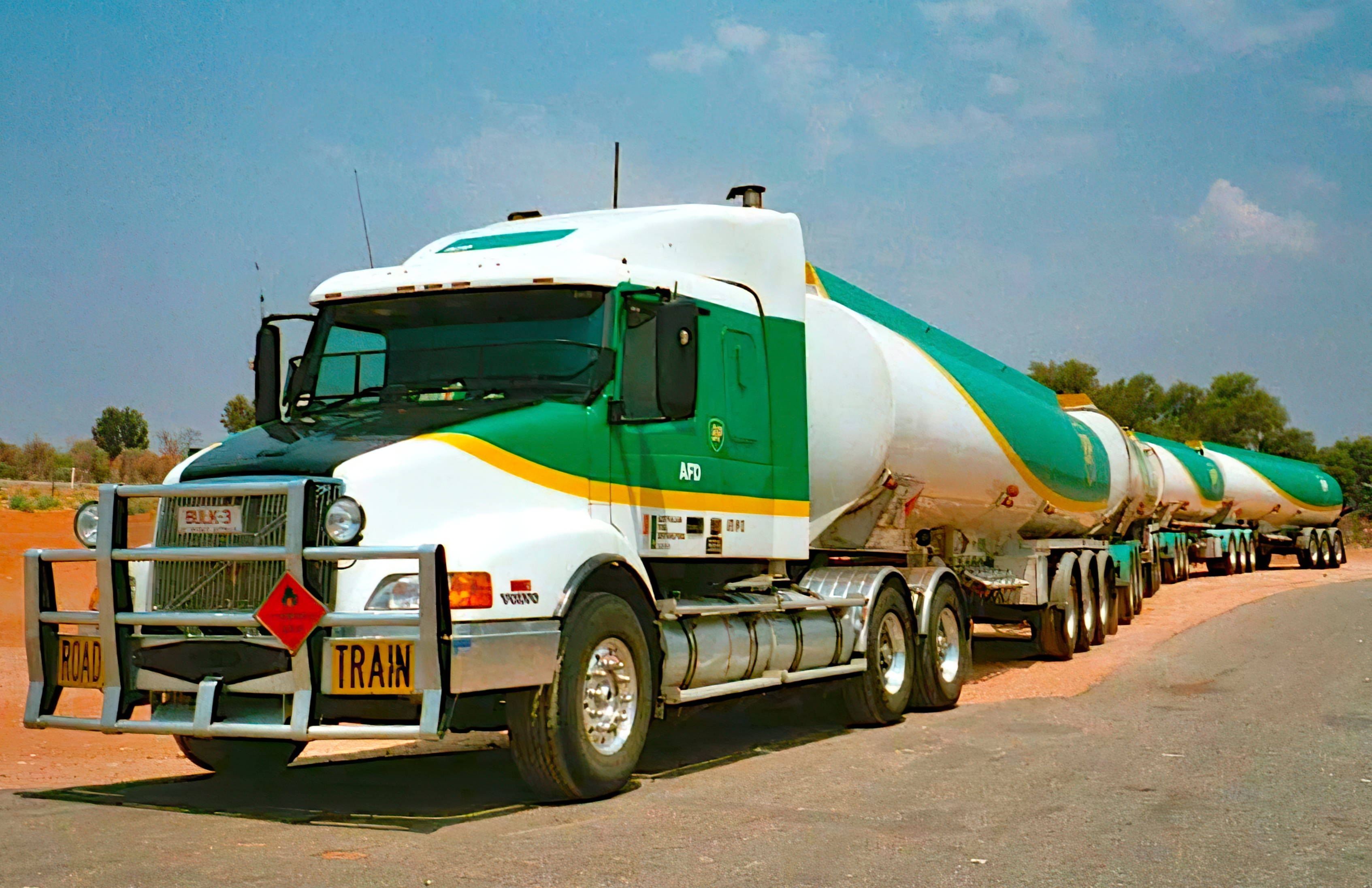
Vontatóból és négy tartálykocsiból álló „közúti vonat”

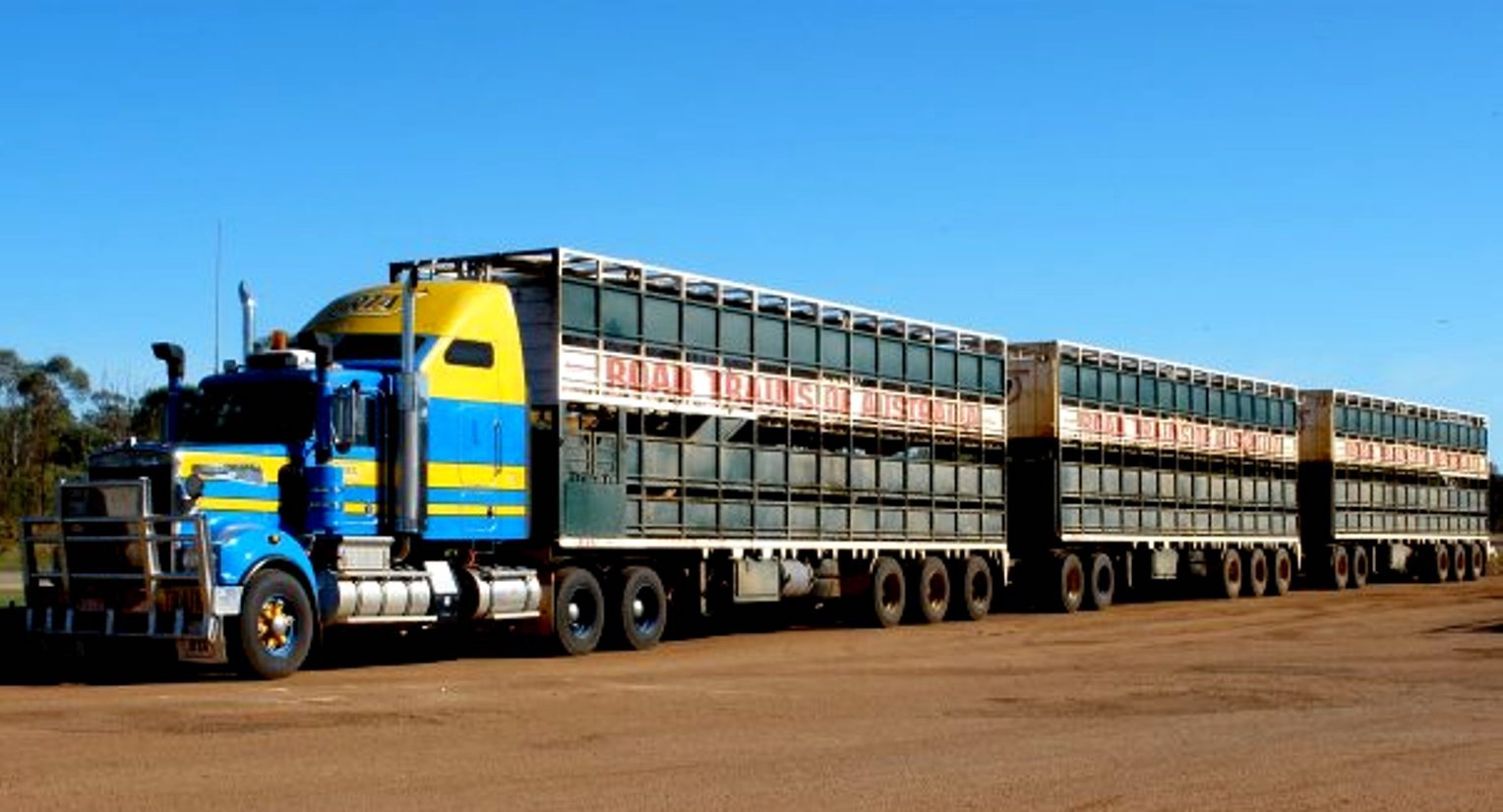
Élőállat-szállító road train

Az ország hatalmas területe, gyarmati múltja, a gazdaság többközpontúsága, az irányító központok periferikus fekvése, a gazdag erőforráskészletek óriási távolsága és a felhasználó területek közötti óriási távolságok miatt közlekedése igen sajátosan fejlődött ki.

#### Vasút
A nagyrészt állami vasúthálózat teljes hossza mintegy 38 000 km (a magyarországinak csak az ötszöröse), de három fő különböző nyomtávon (1600, 1430 és 1060 mm) létesült. 1400 km-en kiépült a cukornád-ipar 610 mm-es nyomtávú vasútja is. Északon és nyugaton a vasúti szerkezet az egykori gyarmatokéhoz hasonlít: a nyersanyaglelőhelyektől a kikötőkig tart. Csak a sűrűn lakott délkeleten létezik többé-kevésbé összefüggő hálózat.
Nemzetközi hírű vasútvonalak Ausztráliában az 1917-ben megnyitott Trans-Australian Railway, ami nevével ellentétben csak egy szakasza a déli Sydney–Perth vasúti folyosónak, Port Augusta és Kalgoorlie között. Ezen a vonalon található a világ leghosszabb, 478 kilométeres teljesen egyenes vasúti pályája a Nullarbor Plain síkságon át. Egy másik rendkívül nevezetes vasútvonal a 3000 kilométeres The Ghan, ami nevében az egykor errefelé alkalmazott afgán tevehajcsárokra emlékeztet, és ami észak-déli irányban szeli át a szárazföldet Adelaide és Darwin között.

#### Közút
A hatalmas távolságok és a ritka lakosság miatt a belső területeken a fő közlekedési, áruszállítási módozat a kiterjedt közúti hálózat. A közutaknak három kategóriája van: szövetségi főútvonalak, állami főútvonalak és helyi utak. A hálózat teljes hossza 913 000 km, ebből kövezett 353 331 km (ebből 3132 km gyorsforgalmi út) és kövezetlen 559 669 km (1996 évi becslés). A sivatagi útvonalak nagy részén a vasúti szállítást az úgynevezett közúti vonatok (road train) helyettesítik: a kövezetlen sivatagi útvonalakon egy-egy hatalmas vontató számos pótkocsit húz maga után a végtelen síkságon át.

#### Belföldi hajózás
A vasúti és közúti hálózat nehézségei miatt, meg mivel a nagy ipari centrumok főleg a part mentén helyezkednek el, vezető szerepe van a belföldi áruszállításban, különösen az ásványi nyersanyagok szállításában a parti hajózásnak. A legnagyobb kikötők Newcastle, Port Hedland, Gladstone, Sydney és Melbourne.

#### Légiközlekedés
A hatalmas távolságok miatt Ausztráliában gyorsan fejlődött a belföldi légi közlekedés is. A távol eső farmok között már régen mindennapi dolognak számít a kisrepülők közlekedése. A nem feltétlenül burkolt, de valamelyest kiépített repülőterek számát egy 2004-es becslés 450 körülire teszi.
A legfontosabb ausztráliai repülőterek a következők:
1. Sydney Airport Sydney, New South Wales SYD
2. Melbourne-i repülőtér Melbourne, Victoria MEL
3. Brisbane-i repülőtér Brisbane, Queensland BNE
4. Perthi repülőtér Perth, Western Australia PER
5. Adelaide-i repülőtér Adelaide, South Australia ADL
6. Gold Coast-i repülőtér Gold Coast, Queensland OOL
7. Cairnsi repülőtér Cairns, Queensland CNS
8. Canberrai repülőtér Canberra, Australian Capital Territory CBR
9. Hobarti repülőtér Hobart, Tasmania HBA
10. Darwini repülőtér, Northern Territory DRW
11. Townsville-i repülőtér Townsville, Queensland TSV

### A jelentősebb települések közötti távolságok
| Adelaide |        |               |               |               |               |               |               |               |               |               |               |               |               |               |               |
| 2673     | Albany | Albany        | Albany        | Albany        | Albany        | Albany        | Albany        | Albany        | Albany        | Albany        | Albany        | Albany        | Albany        | Albany        | Albany        |
| 1533     | 3588   | Alice Springs | Alice Springs | Alice Springs | Alice Springs | Alice Springs | Alice Springs | Alice Springs | Alice Springs | Alice Springs | Alice Springs | Alice Springs | Alice Springs | Alice Springs | Alice Springs |
| 1578     | 3633   | 443           | Uluru         | Uluru         | Uluru         | Uluru         | Uluru         | Uluru         | Uluru         | Uluru         | Uluru         | Uluru         | Uluru         | Uluru         | Uluru         |
| 2045     | 4349   | 3038          | 3254          | Brisbane      | Brisbane      | Brisbane      | Brisbane      | Brisbane      | Brisbane      | Brisbane      | Brisbane      | Brisbane      | Brisbane      | Brisbane      | Brisbane      |
| 2483     | 1943   | 2483          | 1223          | 3317          | Broome        | Broome        | Broome        | Broome        | Broome        | Broome        | Broome        | Broome        | Broome        | Broome        | Broome        |
| 3352     | 5656   | 2457          | 2900          | 1716          | 2496          | Cairns        | Cairns        | Cairns        | Cairns        | Cairns        | Cairns        | Cairns        | Cairns        | Cairns        | Cairns        |
| 1196     | 3846   | 3706          | 2751          | 1261          | 3275          | 2568          | Canberra      | Canberra      | Canberra      | Canberra      | Canberra      | Canberra      | Canberra      | Canberra      | Canberra      |
| 3022     | 4614   | 1489          | 1932          | 3463          | 1803          | 2882          | 4195          | Darwin        | Darwin        | Darwin        | Darwin        | Darwin        | Darwin        | Darwin        | Darwin        |
| 1001     | 3674   | 2534          | 2579          | 1944          | 3636          | 3251          | 918           | 4023          | Hobart        | Hobart        | Hobart        | Hobart        | Hobart        | Hobart        | Hobart        |
| 3219     | 3787   | 1686          | 2129          | 3660          | 1045          | 3079          | 4392          | 827           | 4220          | Kununurra     | Kununurra     | Kununurra     | Kununurra     | Kununurra     | Kununurra     |
| 2783     | 5087   | 2505          | 2948          | 976           | 2840          | 740           | 1999          | 2930          | 2682          | 3127          | Mackay        | Mackay        | Mackay        | Mackay        | Mackay        |
| 731      | 3404   | 2264          | 2309          | 1674          | 3124          | 2981          | 648           | 3753          | 609           | 3950          | 2412          | Melbourne     | Melbourne     | Melbourne     | Melbourne     |
| 2742     | 5106   | 1209          | 1652          | 1829          | 1834          | 1248          | 2561          | 1634          | 3075          | 1831          | 1296          | 2805          | Mount Isa     | Mount Isa     | Mount Isa     |
| 2781     | 409    | 3696          | 3741          | 4457          | 2389          | 5764          | 3954          | 4205          | 3782          | 3378          | 5195          | 3512          | 4905          | Perth         | Perth         |
| 1412     | 3970   | 3830          | 2875          | 1001          | 3373          | 2495          | 286           | 4034          | 1142          | 4516          | 1926          | 872           | 2400          | 4078          | Sydney        |

## Fordítás
- Ez a szócikk részben vagy egészben  a   Geographie Australiens című német Wikipédia-szócikk ezen változatának fordításán alapul.  Az eredeti cikk szerkesztőit annak laptörténete sorolja fel. Ez a jelzés csupán a megfogalmazás eredetét és a szerzői jogokat jelzi, nem szolgál a cikkben szereplő információk forrásmegjelöléseként.
- Ez a szócikk részben vagy egészben  a   Geography of Australia című angol Wikipédia-szócikk ezen változatának fordításán alapul.  Az eredeti cikk szerkesztőit annak laptörténete sorolja fel. Ez a jelzés csupán a megfogalmazás eredetét és a szerzői jogokat jelzi, nem szolgál a cikkben szereplő információk forrásmegjelöléseként.